# 강릉군 김문취 묘갈
강릉군 김문취 묘갈은 대한민국 경기도 김포시 고촌읍 태리에 있다. 2013년 12월 11일 김포시의 향토유적 제16호로 지정되었다.

## 개요
강릉군 김문취(金文就, 1427-1474)는 세조(世祖)대에 군자감 부정(副正)을 지냈던 인물이다. 차자(次子)인 지산군 김경의(金敬義)가 1506년 중종반정의 참여로 공신에 책록되면서 사후에 추증되어 순충보조공신(純忠補祚功臣) 가선대부(嘉善大夫) 병조참판(兵曹參判) 겸 동지의금부사(同知義禁府事)에 올랐다.  김포시 고촌읍 태리에는 김문취(金文就)묘를 비롯하여 그 아들 지산군 김경의(金敬義,1460-1529), 손주 어모장군 김희(金熙)의 묘 등 강릉김씨 일문의 묘소 수십 기가 조성되어 있다. 김문취 묘역 앞에는 묘갈 1기와 문인석 2기가 설치되어 있는데 이는 차자 김경의가 공신에 책록된 이후인 1528년 조성된 것으로 조선 전기의 수법을 잘 간직하고 있다. 묘갈은 머릿돌 부분이 연꽃모양으로 되어 있는 비좌하엽(碑座荷葉) 양식으로 이는 조선전기에 사용되던 양식이다. 묘갈의 음기 중에는 ‘김포 동면 고란기(金浦東面高蘭基)’라는 기록이 보이는데 이는 김포 지명의 유래는 알려주는 부분으로 금석학적, 향토사적 가치가 크다. 먼저 16세기 중엽인 1528년 당시 이 지역의 지명이 ‘동면(東面)’이었고 김포를 동서남북으로 나누어 관리했음을 확인할 수 있다. 또한 ‘고란기(高蘭基)’는 현재의 김포시 고촌읍(高村邑)의 전신이다.

## 지정 사유
조선 전기의 문신 김문취(金文就, 1427~1474)묘의 묘갈(墓碣)로, 비문 가운데 '김포동면고란기(金浦東面高蘭基)'라는 기록이 있다. 이는 조선전기 김포지명의 유래를 알려주는 귀중한 금석문 자료로 향토사적·금석학적 가치가 높아 향토유적으로 지정한다.

## 같이 보기
- 김문취